# Kabinett David Ben-Gurion I

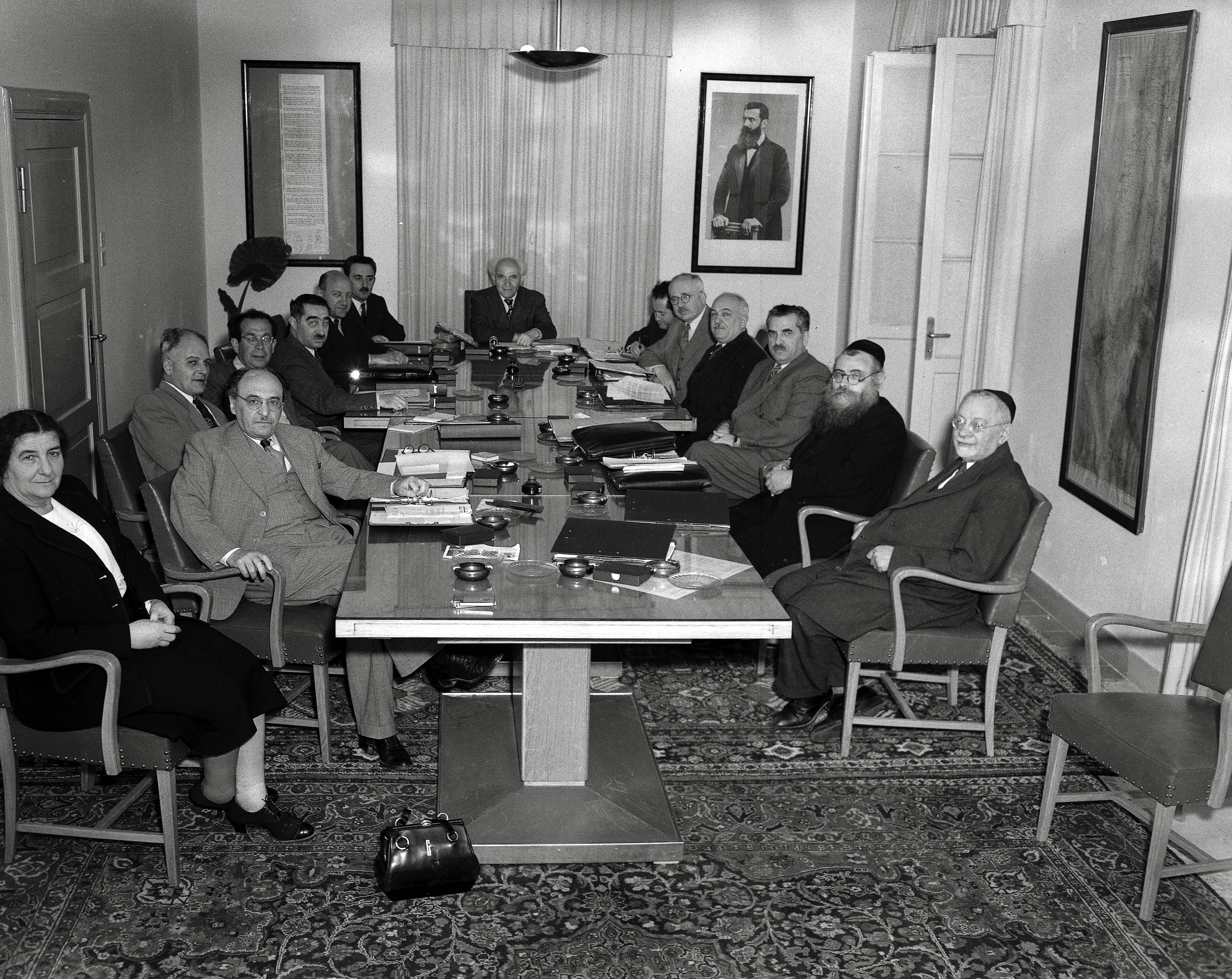
Kabinett David Ben-Gurion I am 1. Mai 1949. Von links nach rechts: Golda Meir, Salman Schasar, Bechor-Schalom Schitrit, Zvi Maimon (Regierungsstenograf), Dov Yosef, Elieser Kaplan, Mosche Scharet, Ministerpräsident David Ben-Gurion, Ze'ev Sherf (Sekretär), Pinchas Rosen, David Remez, Chaim-Mosche Schapira, Jitzhak-Meir Levin, Jehuda Leib Maimon.

Das Kabinett David Ben-Gurion I (hebräisch מֶמְשֶׁלֶת יִשְׂרָאֵל הַרִאשׁוֹנָה) war die erste israelische Regierung, die nach der ersten Parlamentswahl vom 25. Januar 1949 gebildet wurde.
Die Regierung wurde von David Ben-Gurion am 8. März 1949 aus den Koalitionsparteien Mapai, Vereinigte Religiöse Front, Progressive Partei und Sepharden und Gemeinschaften des Orients gebildet und umfasste zwölf Minister. Das neue Kabinett löste die bisherige Übergangsregierung, Volksverwaltung genannt (hebräisch מִנְהֶלֶת הָעָם Minhelet ha-ʿAm) ab.
Während der Regierungszeit wurde im Jahr 1949 die allgemeine Schulpflicht für alle Kinder zwischen fünf und vierzehn Jahren eingeführt.
Am 15. Oktober 1950 trat David Ben-Gurion als Ministerpräsident zurück, nachdem die Vereinte Religiöse Front gegen die Auflösung des Ministeriums für Religion und Kriegs-Veteranen und die Ernennung eines Geschäftsmannes als Minister für Handel und Industrie protestierte.
| Das Kabinett David Ben-Gurion I                                  | Das Kabinett David Ben-Gurion I | Das Kabinett David Ben-Gurion I | Das Kabinett David Ben-Gurion I          |
| Position                                                         | Person                          | Bild                            | Partei                                   |
| ---------------------------------------------------------------- | ------------------------------- | ------------------------------- | ---------------------------------------- |
| Ministerpräsident Verteidigungsminister                          | David Ben-Gurion                |                                 | Mapai                                    |
| Landwirtschaftsminister Minister für Rationierung und Versorgung | Dov Yosef                       |                                 | Mapai                                    |
| Bildungsminister                                                 | Salman Schasar                  |                                 | Mapai                                    |
| Außenminister                                                    | Mosche Scharet                  |                                 | Mapai                                    |
| Finanzminister Minister für Handel und Industrie                 | Elieser Kaplan                  |                                 | Mapai                                    |
| Gesundheitsminister Minister für Einwanderung Innenminister      | Chaim-Mosche Schapira           |                                 | Vereinigte Religiöse Front               |
| Justizminister                                                   | Pinchas Rosen                   |                                 | Progressive Partei                       |
| Minister für Arbeit und Soziale Sicherheit                       | Golda Meir                      |                                 | Mapai                                    |
| Minister für die öffentliche Sicherheit                          | Bechor-Schalom Schitrit         |                                 | Sepharden und Gemeinschaften des Orients |
| Minister für Religion und Veteranen                              | Jehuda Leib Maimon              |                                 | Vereinigte Religiöse Front               |
| Transportminister                                                | David Remez                     |                                 | Mapai                                    |
| Minister für Wohlfahrt                                           | Jitzhak-Meir Levin              |                                 | Vereinigte Religiöse Front               |